# Брошан (станция метро)
Брошан (фр. Brochant) — станция линии 13 Парижского метрополитена расположенная в квартале Батиньоле XVII округа Парижа. Названа по одноимённой улице (фр. Rue Brochant), получившей своё имя в честь французского геолога и академика Андре Брошана де Вилье. 

## История
- Станция открылась 20 января 1912 года в составе пускового участка Ля-Фурш — Порт-де-Клиши, одного из двух разветвлений тогдашней линии В компании Север-Юг. С 27 марта 1931 года станция, как и вся линия, была переподчинена управлению Парижского метрополитена и вошла в состав линии 13.
- Пассажиропоток по станции по входу в 2011 году, по данным RATP, составил 3 401 859 человек[2]. В 2013 году этот показатель вырос до 3 492 868 пассажиров (150 место по уровню входного пассажиропотока в Парижском метро)[3]

## Галерея

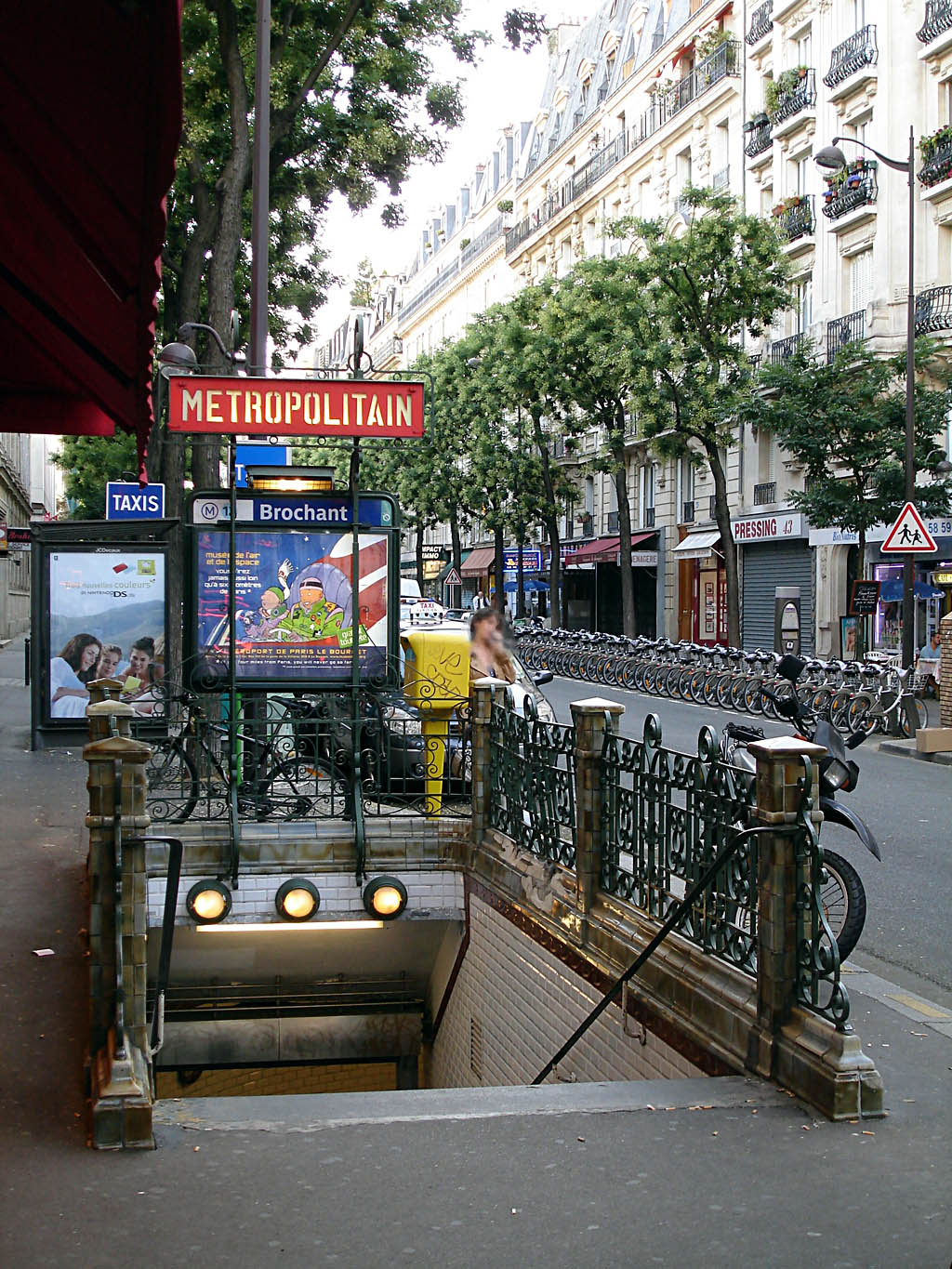
Выход на рю Брошан
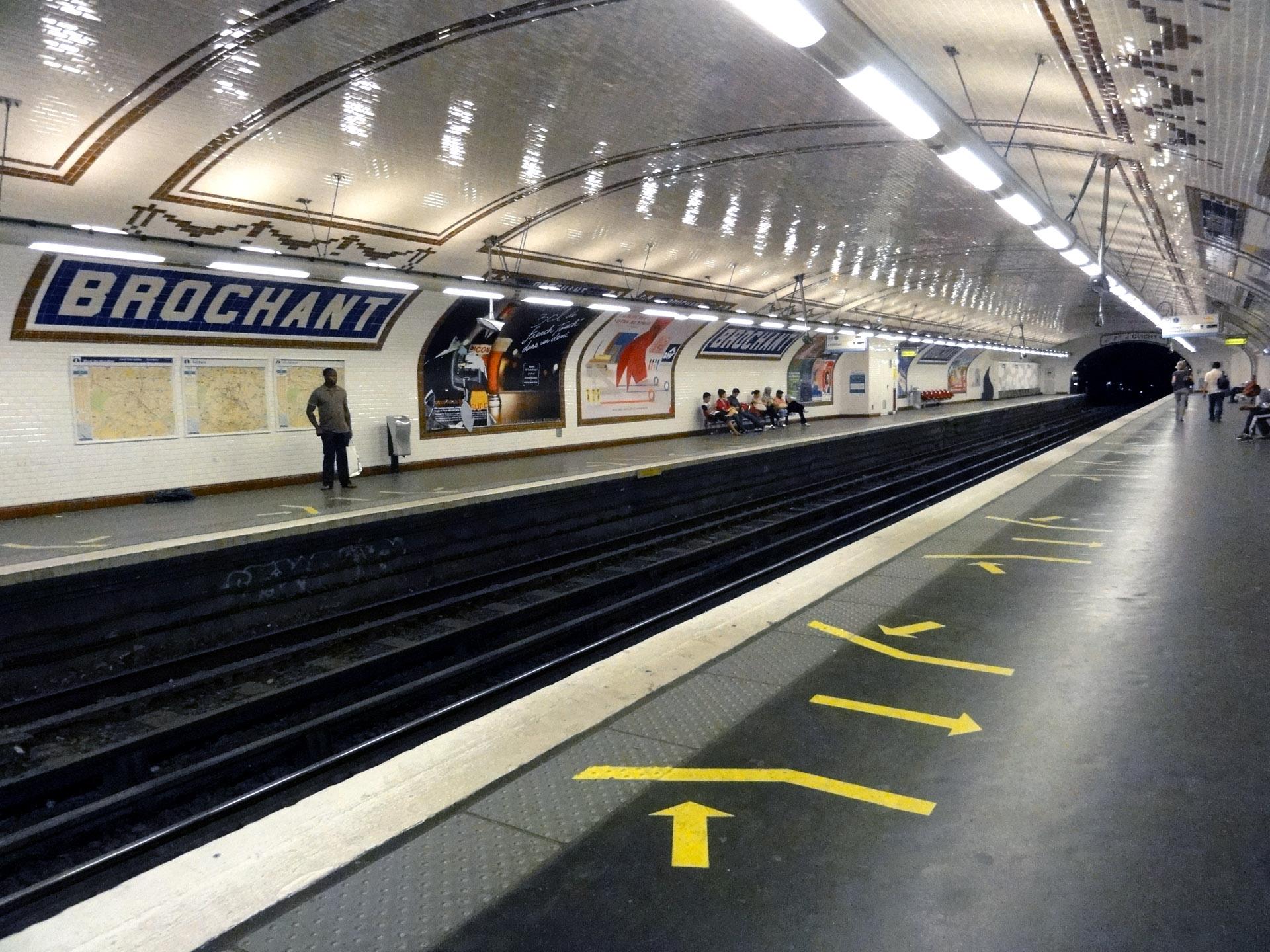
Зал станции (июль 2010)